# Черномордый, Антоний
Антоний Черномордый (латыш. Antonijs Černomordijs; 26 сентября 1996, Даугавпилс) — латвийский футболист, центральный защитник клуба «Рига» и капитан сборной Латвии.

## Биография

### Клубная карьера
Воспитанник даугавпилсского футбола, первый тренер — Александр Григорьевич Кохан. Позднее занимался в интернате в Вентспилсе. Дебютировал во взрослом футболе в 2013 году в составе клуба «Даугавпилс», игравшего в первой лиге Латвии, на следующий год выступал со своим клубом в высшей лиге. В начале 2015 года вместе с ещё одним латвийским игроком Владиславом Фёдоровым перешёл в польский клуб «Лех» (Познань), где провёл полтора года, но играл только за резервный состав.
Летом 2016 года вернулся на родину и присоединился к клубу «Рига». В течение года сыграл за команду 15 матчей в чемпионате. Летом 2017 года перешёл в клуб чемпионата Кипра «Пафос», но сыграл за него только один матч — 26 августа 2017 года против «Этникос Ахна» (0:3). В 2018 году вернулся в «Ригу» и трижды подряд становился чемпионом страны, также в 2018 году стал обладателем Кубка Латвии. Принимал участие в матчах еврокубков.

### Карьера в сборной
Выступал за юниорские и молодёжные сборные Латвии, был капитаном молодёжной сборной.
Первый вызов в национальную сборную Латвии получил в ноябре 2018 года, но тогда не сыграл. Дебютировал 6 сентября 2019 года в отборочном матче чемпионата Европы против Австрии (0:6). Свой первый гол забил 17 ноября 2020 года в ворота сборной Андорры (5:0). С ноября 2020 года — капитан сборной.

## Достижения
- Чемпион Латвии: 2018, 2019, 2020
- Обладатель Кубка Латвии: 2018